# Theobald Smith

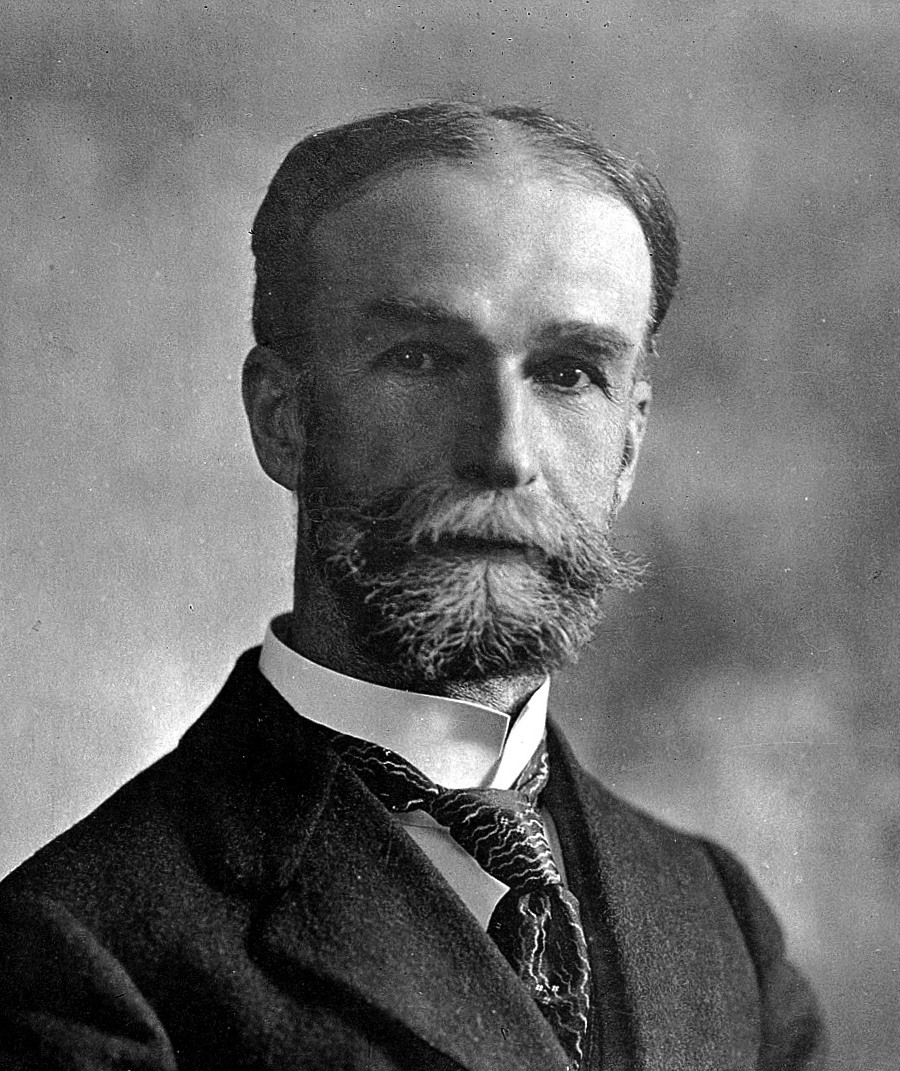
Theobald Smith

Theobald Smith (* 31. Juli 1859 in Albany, New York; † 10. Dezember 1934 in New York City, New York) war ein US-amerikanischer Pathologe.
Smith studierte an der Cornell University und arbeitete später im Landwirtschaftsministerium der Vereinigten Staaten von Amerika. Danach lehrte er an der Columbian University, Washington, D.C. (jetzt George Washington University). Von 1896 bis 1915 war er Professor für vergleichende Pathologie an der Harvard University. Anschließend war er von 1915 bis 1929 Direktor des Department of Animal Pathology am Rockefeller Institute for Medical Research (jetzt Rockefeller University).
Smith entdeckte die Übertragungswege parasitärer Rinderkrankheiten. Dies ermöglichte die Bekämpfung von Malaria, Gelbfieber und anderer Krankheiten, die durch Insekten übertragen werden. Er fand 1889 heraus, dass das Texasfieber, eine Rinderkrankheit, durch den Parasiten Babesia bigemina verursacht wird. Später entdeckte er, dass dieses Protozoon durch Zecken übertragen wird. Er konnte auch nachweisen, dass Tuberkulose beim Menschen und bei Vieh durch verschiedene Bakterien verursacht wird und Tieren Immunität verliehen werden kann, indem man ihnen einen Extrakt aus krankheitsverursachenden Organismen injiziert.
Er unternahm 1909 Experimente die zeigten, dass die Gabe von hohen Dosen von Diphtherietoxin-Antikörpern die Bildung von körpereigenen Antikörpern unterbindet. Die Methode war in den 1960er Jahren Anreger für die Entwicklung der Impfung bei Rhesus-Inkompatibilität (William Pollack, Ronald Finn, John C. Gorman, Vincent J. Freda, Cyril A. Clarke).
1896 wurde er in die American Academy of Arts and Sciences gewählt, 1908 in die National Academy of Sciences, 1932 wurde er Mitglied der Leopoldina sowie korrespondierendes Mitglied der Académie des sciences. 1933 wurde er mit der Copley-Medaille ausgezeichnet. In seinem Todesjahr 1934 wurde er Ehrenmitglied (Honorary Fellow) der Royal Society of Edinburgh.